# Pugilina
Ốc đùi gà (Danh pháp khoa học: Pugilina) là một chi ốc biển trong họ Melongenidae

## Các loài
Chi này gồm các loài sau:
- Pugilina carnaria
- Pugilina cochlidium
- Pugilina colosseus
- Pugilina dirki Nolf, 2007
- Pugilina kawamurai
- Pugilina morio (Linnaeus, 1758)
- Pugilina crassicaudus
- Pugilina ternatanus
- Pugilina tuba